# اوپال کلیفس (کالیفرنیا)
اوپال کلیفس (به انگلیسی: Opal Cliffs) یک منطقهٔ مسکونی در ایالات متحده آمریکا است که در شهرستان سانتا کروز، کالیفرنیا واقع شده‌است. اوپال کلیفس ۵٫۲ کیلومتر مربع مساحت و ۶٬۴۵۸ نفر جمعیت دارد و ۱۴ متر بالاتر از سطح دریا قرار دارد.